# Els consells de l'Alice
Els consells de l'Alice (francès: Alice et le Maire) és una pel·lícula dramàtica de França de 2019 dirigida per Nicolas Pariser. Es va estrenar al Festival de Cinema de Cannes de 2019, on va guanyar el premi Europa Cinemas Label a la millor pel·lícula europea. Es va estrenar als cinemes catalans el 17 de gener de 2020.
Ha estat doblada al català.

## Argument
La pel·lícula explica la història de l'alcalde de Lió, Paul Théraneau, que viu una posició delicada. Ha passat 30 de la seva vida fent política i, tot d'una, se sent cansat i mancat d'inspiració. Per superar-ho, decideix incorporar al seu equip una filòsofa brillant, la jove Alice Heinmannm, per tal que l'estimuli intel·lectualment.

## Repartiment
- Anaïs Demoustier com a Alice Heimann, jove filòsofa i nova ajudant de Paul
- Antoine Reinartz com a Daniel
- Fabrice Luchini com a Paul Theraneau, alcalde de Lió
- Léonie Simaga com a Isabelle Leinsdorf
- Nora Hamzawi com a Mélinda